# 莱斯利·理查德·格罗夫斯
小萊斯利·理查德·格羅夫斯（英語：Leslie Richard Groves Jr.，1896年8月17日—1970年7月13日）是美國陸軍中將，曾在第二次世界大战期間率領美国陆军工程兵团監督五角大楼建設和領導開發原子彈的絕密研究項目「曼哈顿计划」。
作為美国陆军随行神职人员的兒子，格羅夫斯在童年時期便輾轉在多個軍隊駐地上生活。1918年，他以全班第四名的成績從西点军校畢業，並獲任命為工兵部隊的一員。1929年，他率領工兵部隊一連前往尼加拉瓜並勘測跨洋尼加拉瓜運河。1931年尼加拉瓜地震後，他接手負責馬拿瓜的供水系統，為此他獲得尼加拉瓜總統功績勳章。1935至1936年，他入讀美國陸軍指揮參謀學院。1938年至1939年，他就讀美国陆军战争学院，之後被派往戰爭部參謀本部。1940年，他被軍需局委任為建築事務特別助理；由於他在軍中堅守職責，做實事，又擅長驅動下屬，因此被建設部安排前往施工現場查勘並檢查進度。1941年，他受命為戰爭部四萬名員工建造巨型辦公大樓，這座建築日後被稱為五角大樓。
1942年9月，格羅夫斯接管了開發原子彈的「曼克頓計劃」。除了參與大部分研製工作外，他還選定了數處研究和生產地點，包括田納西州橡樹嶺、新墨西哥州洛斯阿拉莫斯、華盛頓州漢福德區。他指揮了巨大的建設工作，在各種同位素分離方法的優先次序和獲取科學家和工程師所需的原材料方面作出重要決定，提高計劃在獲取原材料方面的優先評級，創立阿尔索斯任务收集有關軸心國原子研究的軍事情報，並與其他軍方高層一同決定應該核打擊哪些日本城市。另一方面，他雖然為計劃成立了反情報特遣隊，但是没能阻擋蘇聯間諜竊取一些極重要機密。在「三位一體」核試驗當日，他與物理學家罗伯特·奥本海默等人在核試場觀看試爆，其後對外宣稱是阿拉莫戈多空軍基地的軍火庫發生爆炸。
戰後，格羅夫斯一直負責曼克頓計劃，直到1947年美国原子能委员会接手管理核能和核武器的責任為止。隨後，他獲委任為「武裝部隊特種武器計劃」負責人，該項目旨在於軍事方面控制核武器。由於陸軍參謀長德怀特·艾森豪威尔五星上將向格羅夫斯表示他永遠都無法成為工兵總監，令他萌生退意。在離開軍隊之前，他獲提拔為中將，以表彰他對曼克頓計劃的貢獻，而軍銜生效日期則追溯至1945年7月16日，即「三位一體」核試驗當日。脫離軍籍後，他成為電子和設備公司史派里的副總裁，又擔任西點軍校校友組織「畢業生協會」的主席。1970年7月13日，他因主动脉瓣慢性鈣化而心臟病發作，最終離世，享年73歲。他的遺體被安葬於阿灵顿国家公墓。

## 早年生活
小萊斯利·理查德·格羅夫斯於1896年8月17日在纽约州奥尔巴尼出生，於家中排行第三，父親是牧师老萊斯利·理查德·格羅夫斯（Leslie Richard Groves Sr.），母親是格溫·格里菲斯（Gwen née Griffith）。他的血統有一半是威爾士，一半是英格蘭，另有少許屬於17世紀來到美國的法國胡格諾派祖先。老萊斯利於1896年12月辭任奧爾巴尼第六長老宗牧師，後成為美国陆军随行神职人员。1897年，他被派往华盛顿州溫哥華營的第14步兵團。1898年美西战争爆發，他隨第8步兵團一同前往古巴。返回溫哥華營後，他奉命在菲律宾重新加入第14步兵團，隨後在美菲战争和义和团运动中服役。1901年，第14步兵團返回美國，並轉移到明尼蘇達州的斯內林堡。格羅夫斯一家從溫哥華營搬到斯內林堡，然後又從該處搬到新泽西州的漢考克堡，再於1905年重返溫哥華營。老萊斯利於1905年在貝亞德堡因肺結核住院。隨後他決定定居南加州，並在阿爾塔迪納買了房子。他接著又被調派至亞利桑那州的阿帕奇堡。全家人在那裡度過夏天，然後回到阿爾塔迪納。
1911年，老萊斯利奉命返回駐紮於蒙大拿州威廉亨利哈里森堡的第14步兵團。在該處，年輕的小萊斯利·理查德·格羅夫斯遇見了格蕾絲·威爾遜（Grace (Boo) Wilson），她父親是職業軍人理查德·赫爾伯特·威爾遜（Richard Hulbert Wilson）上校，曾在第8步兵團被派往古巴期間與老萊斯利一同服役。1913年，第14步兵團再次遷往華盛頓州西雅圖的勞頓堡。同年，小萊斯利入讀安妮女王高中，並於次年畢業。完成高中學業的同時，他還註冊修讀了華盛頓大學的課程，期待著獲得西点军校的錄取。雖然獲得總統伍德罗·威尔逊的提名，但他因考試未能取得夠高的分數而落榜。加利福尼亞州第九國會選區的查爾斯·W·貝爾提名小萊斯利為候補生，但最後由競爭同一缺額的主要提名生獲得錄取。小萊斯利並未放棄，他入讀麻省理工学院，並計劃重新參加西點軍校入學考試。1916年，他再次參加考試，取得及格分數，並被西點軍校錄取。他後來說：「入讀西點軍校實現了我最大的抱負。我是在軍隊中長大的，大體上一生都在軍隊崗位上生活。」

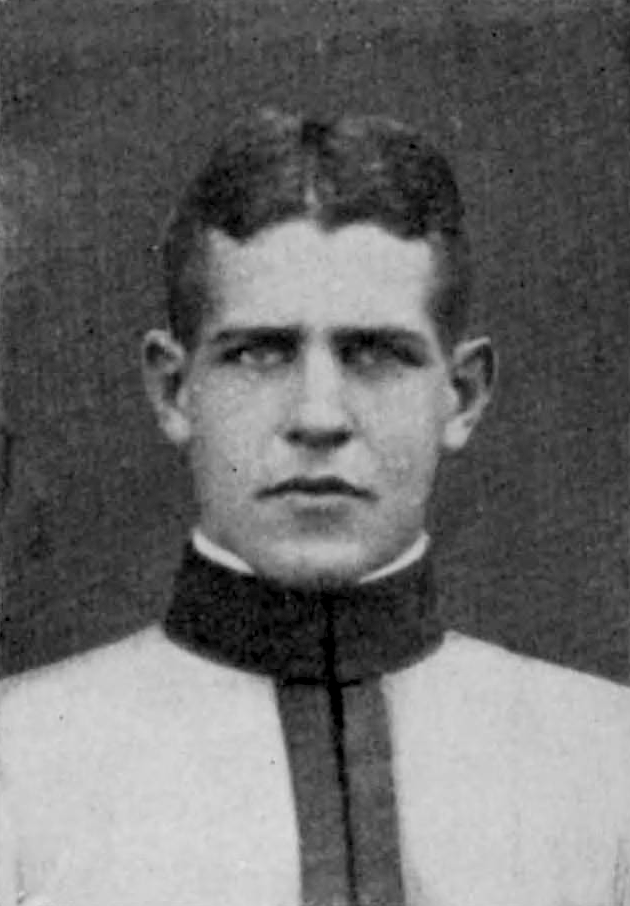
1918年畢業於西點軍校的格羅夫斯

格羅夫斯所在的班級於1916年6月15日進入西點軍校，但由於美國於1917年4月對德國宣戰，他們的教學計劃被縮短為戰爭緊急課程（War Emergency Course）。格羅夫斯等人於1918年11月1日畢業，比計劃提前一年半。格羅夫斯在班上取得了第四名的成績，令他獲得美国陆军工程兵团少尉的任命，這也是大多數高分學員的首選。
在麻省理工學院上學時，他曾經非正式地打過網球。但在西點軍校，他既不能滑冰打冰球，又不喜歡打籃球，也不擅長打棒球或田徑，所以足球成了他唯一可玩的運動。他曾說：「我是二中鋒，但大部分時間都坐在板凳上，因為那時候沒有替補，通常一名中鋒便能踢完整場比賽。我不是很重，到了今天甚至會被認為是太輕，根本不能上場。」

## 兩次世界大戰之間
格羅夫斯從西點軍校畢業後按傳統休假一個月，其後於1918年12月前往弗吉尼亚州安德魯漢弗萊斯營報到。1919年5月1日，他升為中尉。同年6月，他被派往法國，對第一次世界大战的歐洲戰場進行教育考察。從歐洲回來後，他在9月成為漢弗萊斯營工兵學校的學員。畢業後，他被派往喬治亞州班寧堡的第7工兵團，擔任連長。1921年2月，他返回漢弗萊斯營參加工兵基礎軍官課程。8月，他修畢課程，並被派往駐紮在華盛頓州路易斯營的第4工兵團。接著，他又被調派至沃登堡指揮一支勘測分隊。沃登堡距離西雅圖很近，因此他能繼續追求已成為幼稚園教師的格蕾絲·威爾遜。1922年2月10日，格羅夫斯和威爾遜在西雅圖的聖公會聖克萊蒙教堂（St. Clement's Episcopal Church）共諧連理。他們孕育了兩名孩子：兒子理查德·赫爾伯特（Richard Hulbert）生於1923年，女兒格溫（Gwen）生於1928年。
1922年11月，格羅夫斯首次被派遣海外，擔任夏威夷州斯科菲爾德營第3工兵連連長。他在當地修建了一條連接卡胡庫和普普基亞的小徑，因而得到表彰。1925年11月，他被派往德克薩斯州加爾維斯頓，擔任總工程師朱利安·施萊少校的助理。格羅夫斯的職責包括在伊莎貝爾港開闢航道和監督加爾維斯頓灣的疏浚作業。1927年，他成為特拉华州杜邦堡第1工兵營D連的指揮官。在1927年11月的新英格蘭洪災期間，他被派往佛蒙特州伊桑艾倫堡，協助第1工兵營分隊。他們合力建造了一座浮橋，但隨後被洪水淹沒和沖走，格羅夫斯也因而被控疏忽職守。一個月後，格羅夫斯和幾名手下因一塊TNT炸藥過早引爆而受重傷，其中一人死亡。格羅夫斯的上級寫了一份關於他的批評報告，但工兵總監埃德加·賈德溫少將出面調解，並將責任歸咎於上級。格羅夫斯後來返回杜邦堡。
1929年，格羅夫斯率領第1工兵營的連隊前往尼加拉瓜，而這次遠征的目的是勘測跨洋尼加拉瓜運河。1931年尼加拉瓜地震後，他接手負責馬拿瓜的供水系統，為此他獲得尼加拉瓜總統功績勳章。1934年10月20日，他晉升為上尉。1935年至1936年，他入讀堪薩斯州萊文沃思堡的美國陸軍指揮參謀學院，之後被派往密蘇里州堪薩斯城，擔任密蘇里河師的指揮官助理。1938年至1939年，他就讀美国陆军战争学院。1939年7月1日，他被派往华盛顿哥伦比亚特区的戰爭部參謀本部。

## 第二次世界大戰

### 建設部

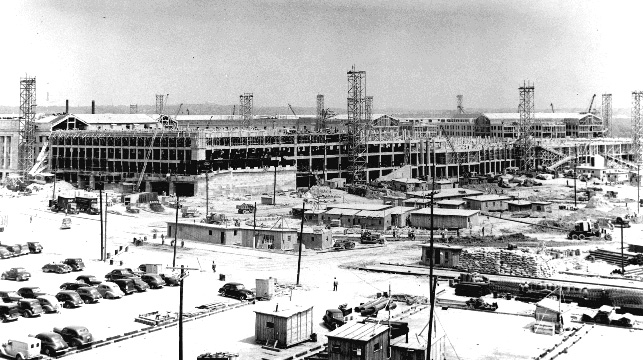
建設中的五角大樓，攝於1942年7月1日

1940年7月1日，格羅夫斯晉升為少校。三週後，他成為軍需局長埃德蒙·古格里少將的建築事務特別助理。他們兩人相識已久，只因格羅夫斯的父親是古格里的密友。此時，美國陸軍即將展開全國總動員，而軍需局建設部門的任務就是為即將建立的龐大軍隊準備必要的住宿和訓練設施。這項龐大的建設計劃一直被瓶頸、短缺、延遲、成本飆升、建築工地生活條件惡劣等因素困擾；報紙甚至開始刊登文章，指責建築部門無能、笨拙、效率低下。為扭轉局面，建設部引入了一些工兵軍官；格羅夫斯堅守職責，做實事，又擅長驅動下屬，因此成了建設部的目標。他的任務是查勘施工現場並檢查其進度。
1940年11月12日，古格里要求格羅夫斯在晉升上校後立即接管建築部固定費用處的指揮權。同月14日，格羅夫斯就任新軍銜和職務。他後來回憶說：
我猶記得在那裡工作的第一週，當我每次走出辦公室沿著走廊去哈特曼的辦公室時，都會遭到負責聯絡各個營地的軍官或民間工程師襲擊。我可以毫不誇張地說，在這段期間大約每走30（100英尺）的走廊就會作出涉及500萬美元的決定。
格羅夫斯推行了一系列改革。他為監督施工的軍需官安裝了電話線，要求每週報告進度，下令在一週內處理好報銷憑證，並向報告出現短缺的工地派出加急人員。他又命令他的承包商租用他們需要的任何特殊設備，並在必要時支付高價，以保證快速交付。此外，他不允許承包商按其認為合適的順序建設營地，而是規定了營地設施完成的優先次序，使得部隊在營地建設期間也可以開始進駐。到了12月中旬，最嚴重的危機已經過去。全國總動員後軍隊徵得超過50萬人，而可容納200萬人的基本住宿和設施則已完成95%。在1940年7月1日至1941年12月10日期間，建設部簽訂了價值1,676,293,000美元的合同，其中1,347,991,000美元是固定費用合同，佔整體約80%。
1941年8月19日，格羅夫斯獲安排與建築部負責人布里恩·萨默维尔准將會面。出席會議的人包括格羅夫斯的助手克拉倫斯·倫肖（Clarence Renshaw）上尉，建築部設計與工程科科長休·約翰·凱西少校，以及美國建築師學會前任主席喬治·貝格斯特羅姆。凱西和貝格斯特羅姆聯手設計了一個巨型辦公大樓，將戰爭部四萬名員工聚集在一棟五層高的五邊形建築中，日後成為了五角大楼。五角大樓的總建築面積為 470,000平方（5,100,000平方英尺），是帝国大厦的兩倍，也是世界上最大的辦公大樓。這棟建築的估計成本為3500萬美元，薩默維爾希望在1942年3月1日之前能建好46,000平方（500,000平方英尺）的地方。貝格斯特羅姆擔任建築工程師，倫肖則負責施工並直接向格羅夫斯匯報。項目高峰期僱用了1.3萬名工人。到了4月底，首批用戶搬入；到了5月，93,000平方（1,000,000平方英尺）的空間已準備就緒。最終，這個項目耗資約6300萬美元。
格羅夫斯穩步克服了一場又一場危機，包括罷工、短缺、運輸中斷、優先權問題、承包商陷入困境、工程師無法勝任工作等。他每週在哥倫比亞特區的辦公室工作六天，期間他將確定哪個項目最需要個人關注，並在星期日拜訪。他後來回憶時說：「（我）希望去戰區，這樣我就能找到一點平靜。」

### 曼哈頓計劃
1942年8月16日，工兵總監尤金·雷巴德少將正式成立「曼克頓工程區」（MED）。此名稱由格羅夫斯和MED的總工程師詹姆斯·马歇尔上校共同選定。鑑於工程區通常以所在城市命名，而MED總部設於紐約百老匯270號，因此被命名為「曼克頓」。然而，它與其他工程區不同的是，它沒有地理界限，只有一個使命：研發原子彈。此外，馬歇爾擁有工兵部隊師級單位指揮官頭銜，直接向雷巴德匯報。儘管雷巴德對計劃正在取得進展感到滿意，但万尼瓦尔·布什博士卻不認同，反認為這項計畫需要更加雷厲風行的領導，並建議任命一位高聲望的軍官作為項目總負責人。時任陸軍勤務部隊司令薩默維爾推薦了格羅夫斯。格羅夫斯向美國國會軍人宿舍委員會作證後，在聽證室外遇見薩默維爾，後者告訴他：「戰爭部長已經安排你擔任一項非常重要的任務，總統也已經批准了這一選擇……如果你把工作做得很好，將會使我們贏得戰爭。」同一時間，格羅夫斯無法掩飾自己未能上陣殺敵的失望，只回答：「哦，那件事。」
格羅夫斯在五角大樓的辦公室會見威廉·斯泰尔少將，相討細節。為了避嫌，兩人一致同意格羅夫斯應繼續監督五角大樓項目。格羅夫斯也旋即晉升准將，皆因上層認為「將軍」的名號更能震懾住曼克頓計劃的科研人員。他很快便決定將自己的指揮總部設於哥倫比亞特區戰爭部新大樓（現稱哈里·S·杜鲁门大楼）的五樓，即馬歇爾聯絡辦公室所在地。1942年9月23日，他正式接管曼克頓計劃。進勛後，他越過雷巴德直接向薩默維爾匯報，馬歇爾則成了他的部下。自1942年9月1日起，他便獲得授權簽署與該項目相關的合同。在戰爭部副部長罗伯特·P·帕特森在1944年4月17日致格羅夫斯的備忘錄中，他根據1941年戰爭權力法案回顧性地將他從總統手上獲取的權力下放予格羅夫斯。另一方面，格羅夫斯又把權力下放予肯尼斯·尼科尔斯中校，惟500萬美元或以上的合同需要取得他的授權。書面授權是在1944年尼科爾斯即將與杜邦公司簽訂合同時才給出的，後來發現，尼科爾斯最初從馬歇爾上校手上獲得的簽署項目合同授權是基於斯泰爾的口頭授權，尼科爾斯只擁有師級工兵的低級授權。
格羅夫斯在各種同位素分離方法的優先次序和獲取科學家和工程師所需的原材料方面做出了重要決定。當他接管這項計劃時，顯然馬歇爾獲得的AA-3級優先度評級是不夠的。當時，最高級別的優先級評級由高到低依次為AA-1到AA-4，另設為緊急事件保留的AAA級。AA-1級和AA-2級通常用於必要的武器和裝備，因此需求與資源服務供應局（Services and Supply for requirements and resources）副參謀長卢修斯·克莱上校認為他只能將曼克頓計劃評為AA-3級，同時也承諾為關鍵材料提供AAA級以消除瓶頸。1942年9月19日，格羅夫斯拜訪了战时生产委员会主席當奴·尼爾森，威脅要將此事上報總統，最終尼爾森屈服並給予計劃AAA級優先度。格羅夫斯也確保如非必要不會動用AAA級，只會用AA-3級。
建築成本佔曼克頓計劃總成本的大約90%。接手後的第二日，格羅夫斯和馬歇爾一同乘搭火車前往田納西州視察擬議的橡樹嶺廠房選址。格羅夫斯對該片土地留下深刻印象，並採取措施徵用該地；不論是抗議、上訴還是國會調查，都未能推翻這一決定。到了11月中旬，法警在農舍門上貼出撤離通知，建築承包商也陸續進場。

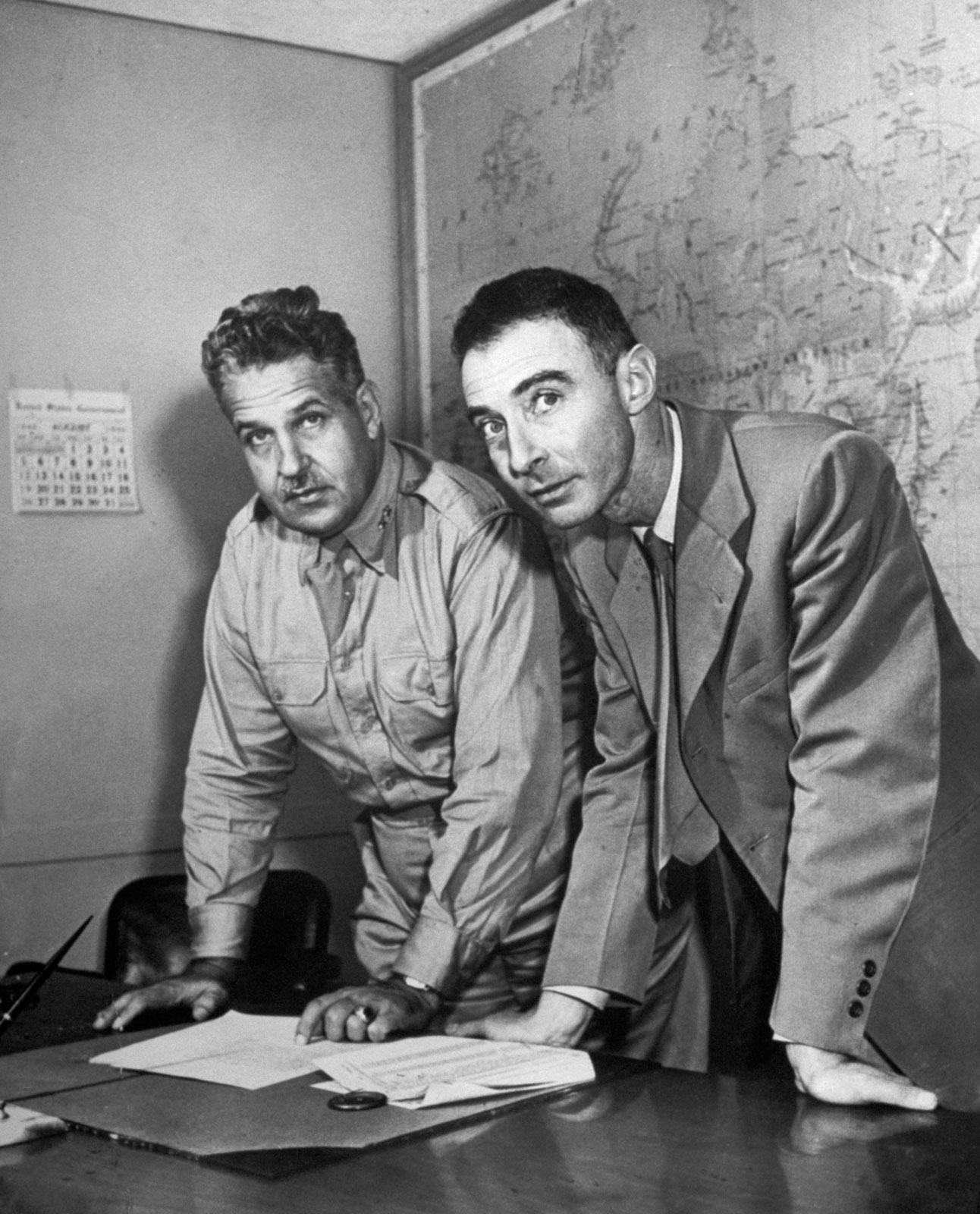
格羅夫斯（左）和罗伯特·奥本海默（右）

與此同時，格羅夫斯會見加利福尼亞大學柏克萊分校的物理學家罗伯特·奥本海默，相討建立可以設計和測試炸彈的實驗室。格羅夫斯對奧本海默的知識廣度印象深刻。1942年10月，在火車上促膝長談一番後，格羅夫斯和尼科爾斯意識到奧本海默完全理解在偏遠地區建立實驗室所面臨的問題。格羅夫斯認為其他科學家都缺乏這些特點，而且他知道廣泛的知識對於跨學科項目至關重要，因為這項計劃不僅涉及物理學，還涉及化學、冶金、軍械、工程學。同月，格羅夫斯和奧本海默視察了新墨西哥州的選址，並選定了洛斯阿拉莫斯一處地方建立實驗室。與橡樹嶺不同，洛斯阿拉莫斯的牧場學校以及周圍22,000公頃（54,000英畝）的森林和牧地很快便被收購。格羅夫斯還在奧本海默身上發現了「自負的野心」，但其他人都沒有察覺，而他覺得這將為推動項目成功完成提供必要的動力。他也開始相信奧本海默是管理實驗室的最佳且唯一人選。然而，格羅夫斯的觀點在當時只有少數人認同。奧本海默幾乎沒有行政經驗，而且與其他潛在候選人不同，他並非诺贝尔奖得主。此外，人們還擔心奧本海默是否安全隱患，因為他認識許多共產主義者，例如妻子嘉芙蓮·奧本海默、女友瓊·塔特洛克、弟弟法蘭·奧本海默。奧本海默與共產黨的關係很快就曝光，但格羅夫斯在1943年7月20日免除他的安全要求並為他簽發安全許可。格羅夫斯對奧本海默的信任最終是合理的；奧本海默鼓舞人心的領導力促進了設計和製造炸彈的實用方法。多年後奧本海默被問及格羅夫斯為何選擇他時，他回答說這位將軍「對優秀人才有致命的偏愛」。物理學家伊西多·拉比認為這項任命是「格羅夫斯將軍真正的天才之舉，尽管他通常不被認為是天才……」
1943年，曼哈頓計劃開始負責收集有關軸心國原子研究的軍事情報。格羅夫斯創建阿爾索斯任務，即是安排特別情報小組跟隨軍隊前進，圍捕敵方科學家，並盡可能收集敵方技術情報和科技。阿爾索斯小隊最終在意大利、法國和德國執行任務。另一方面，曼哈頓計劃的安全系統類似於其他工程區，它成立了反情報特遣隊，規模和範圍也逐漸擴大，但此嚴格的安全措施仍然阻擋不了蘇聯間諜竊取一些極重要機密。
1944年3月9日，格羅夫斯晉升至臨時少將。同月，他會見美國陸軍航空軍司令亨利·阿诺德上將，討論如何將成品炸彈運送到目標地點；他希望波音公司生產的B-29超級堡壘轟炸機能夠攜帶這些炸彈。6月，英國、美國和加拿大政府建立了聯合發展信託，格羅夫斯擔任主席，負責從國際市場採購鈾礦和釷礦。同年，信託從比屬剛果的礦廠購入1,560,000（3,440,000磅）氧化鈾礦石。他們還開設了特別賬戶，用以規避信託通常會面臨的審計和監管環節，藉以避免讓美國財政部長小亨利·摩根索找到有關曼克頓計劃的蛛絲馬跡。從1944年到格羅夫斯在1947年辭掉信託主席職務為止，他累計向賬戶中存入3750萬美元。12月17日，軍方在犹他州的温多弗空军基地正式組建了第509混合飞行大队，指揮官是保罗·蒂贝茨上校。

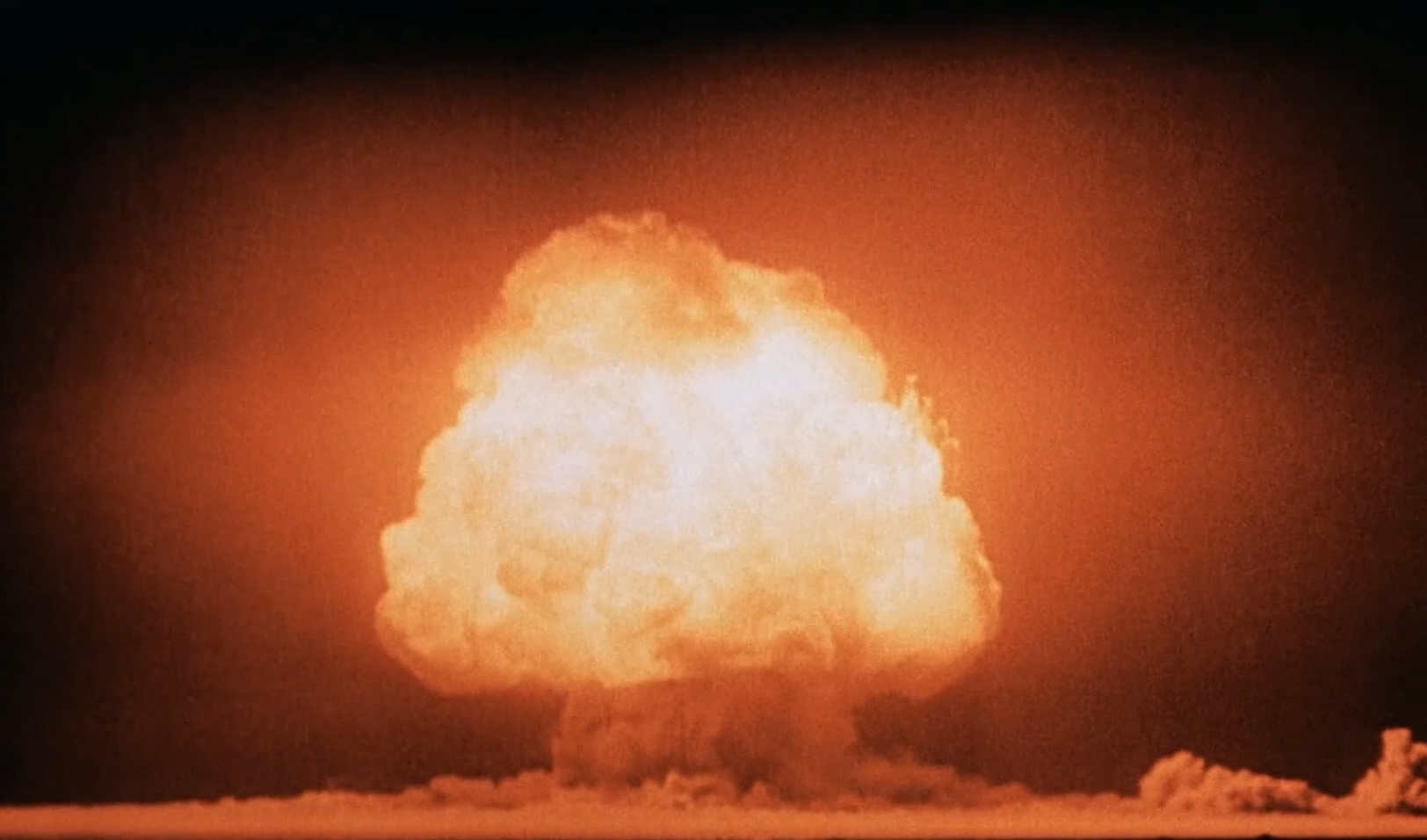
1945年7月16日，「三位一體」核試驗啟動，格羅夫斯和奧本海默均等人均有到場觀看

1945年4月下旬，曼克頓工程區和陸軍航空軍設立聯合目標委員會，以決定核打擊哪些日本城市。委員會的建議目標為小倉、廣島、新瀉、京都，但戰爭部長亨利·刘易斯·史汀生卻出手干預，宣佈他將負責決定最終打擊目標，並出於歷史、宗教價值因素將京都排除在外。格羅夫斯幾度嘗試讓史汀生改變主意，但都不得要領。最後，格羅夫斯要求阿諾德將京都從核打擊名單和常規轟炸名單中移除。長崎則取代京都成為攻擊目標。同年春季，格羅夫斯和奧本海默決定有必要進行一次測試，以確保內爆式炸彈背後的複雜理論是正確，即是能正常運作。但是，格羅夫斯要求只有能夠確保核材料供應充足的前提下才會批准。至於核試驗的規模，一開始人們只計劃進行可控閃滅，但奧本海默決定展開全面核試驗，代號「三位一體」。由於核試驗所用到的鈈價值高達10億美元，一旦失敗，格羅夫斯便須向參議院特派委員會解釋；為此格羅夫斯和奧本海默決定製造可以在試驗失敗時將剩餘活性核材料回收的容器。至於選址方面，兩人認為此地點面積應有27乘39（17乘24英里），屬於無人區，且距離洛斯阿拉莫斯不遠；格羅夫斯添加了特別禁令——區內不得有印第安人出沒，以免管轄印第安事務局的內政部長哈罗德·L·伊克斯為計劃添煩添亂。在核試驗前幾日，不少科研人員因擔心天氣影響而向兩人提議將核試時間押後至少24小時，但兩人決定最多延遲1至2小時。7月16日凌晨1時，兩人觀察天氣狀況，決定把原定試驗時間（凌晨4點正）推遲1.5小時。早上5時30分，格羅夫斯和奧本海默等人於三位一體核試場觀看試爆。其後，格羅夫斯為掩飾事件，而對外宣稱阿拉莫戈多空軍基地的軍火庫發生爆炸。格羅夫斯後來寫道：
我的第一印象是巨大的光，然後當我轉身時，便看到了現在熟悉的火球。（我們）坐在地上看著這個現象，第一反應是無聲地握手。我們在衝擊波到達前便已站了起來。我對它的這種溫和感到驚訝……但這道光比人類以前所經歷的要大得多。
1945年8月，美軍核打擊廣島和長崎。長崎遇襲後，格羅夫斯立即與乔治·卡特莱特·马歇尔上將會面，商討之後的對日行動。格羅夫斯預期在8月19日進行一次核打擊，然後再在9月和10月各自投下三枚原子彈。但經討論後，兩人認同應該在13日之前暫停第三枚彈芯的運輸工作。15日，日本正式向盟軍投降。9月12日，戰爭部長史汀生向格羅夫斯頒發傑出服務獎章，表彰詞如下：
萊斯利·理查德·格羅夫斯少將在1942年6月至1945年8月期間，作為陸軍勤務部隊曼克頓工程區總司令，協調、管理、控制了一個前所未有、具有世界意義的項目——研製原子彈。他負責採購物資和招攬人員，集中政府和工業界的力量，建造大型工廠，融合美國和外國的科研成果，並對尋找釋放原子能的關鍵作完全保密。他出色地完成任務，以至於曼克頓工程區能在極短的時間內解決這個極其複雜的問題，在生產出一種和平時期潛力不亞於戰時應用的可怕器械的競賽中擊敗軸心國。格羅夫斯將軍的成就對於國家和世界的未來具有不可估量的重要性。
格羅夫斯此前曾因其在五角大樓的工作而獲得傑出服務獎章提名，但為了避免引起人們對曼克頓計劃的關注，當時並未授予該獎章。戰爭結束後，授勳委員會決定改頒功績勳章。為了表彰他在曼克頓計劃中所做的工作，比利時政府授予他皇冠司令勳章，英國政府則授予他三等巴斯勳章。

## 戰後
1946年，格羅夫斯創建了桑迪亞基地並開展新任務。1947年1月1日，管理核能和核武器的責任從曼克頓計劃轉移至美国原子能委员会。同月29日，戰爭部長帕特森和海軍部長詹姆斯·福里斯特尔發布聯合指令，創建武裝部隊特種武器計劃（AFSWP），旨在於軍事方面控制核武器。2月28日，格羅夫斯獲委任為項目負責人。4月，AFSWP從新戰爭部大樓搬到五角大樓五樓。
1948年1月30日，陸軍參謀長德怀特·艾森豪威尔五星上將會見格羅夫斯，並評估他的表現。艾森豪威爾列舉了一連串有關格羅夫斯的抱怨，涉及他態度粗魯、傲慢、麻木不仁、蔑視規則以及為晉升而不擇手段。艾森豪威爾明確表示，格羅夫斯永遠都不會成為工兵總監。此時，格羅夫斯意識到在戰後迅速萎縮的軍隊中，重要職位將分配給從海外歸來的作戰指揮官，而自己則無法像以前在曼克頓計劃般身居要職，因此他決定離開軍隊。1948年1月24日，就在他於2月29日退休之前，他獲提拔為中將，以表彰他對曼克頓計劃的領導。根據國會特別法案，他的中將軍銜生效日期追溯至1945年7月16日，即「三位一體」核試驗當日。

## 晚年生活
格羅夫斯後來成為電子和設備公司史派里的副總裁，於1948年搬到康乃狄克州達里安，後於1961年正值65歲時退休。他還擔任過西點軍校校友組織「畢業生協會」的主席。1962年，他向道格拉斯·麦克阿瑟五星上將頒發希爾瓦尼·賽耶獎，當時麥克阿瑟向軍校生發表了著名的《責任榮譽國家》（Duty, Honor, Country）演講。退休後，格羅夫斯撰寫了書籍《現在可以說了：美國製造首批原子彈的故事》（Now It Can Be Told: The Story Of The Manhattan Project），描述曼克頓計劃的始末，並於1962年發行。1964年，他搬回哥倫比亞特區。

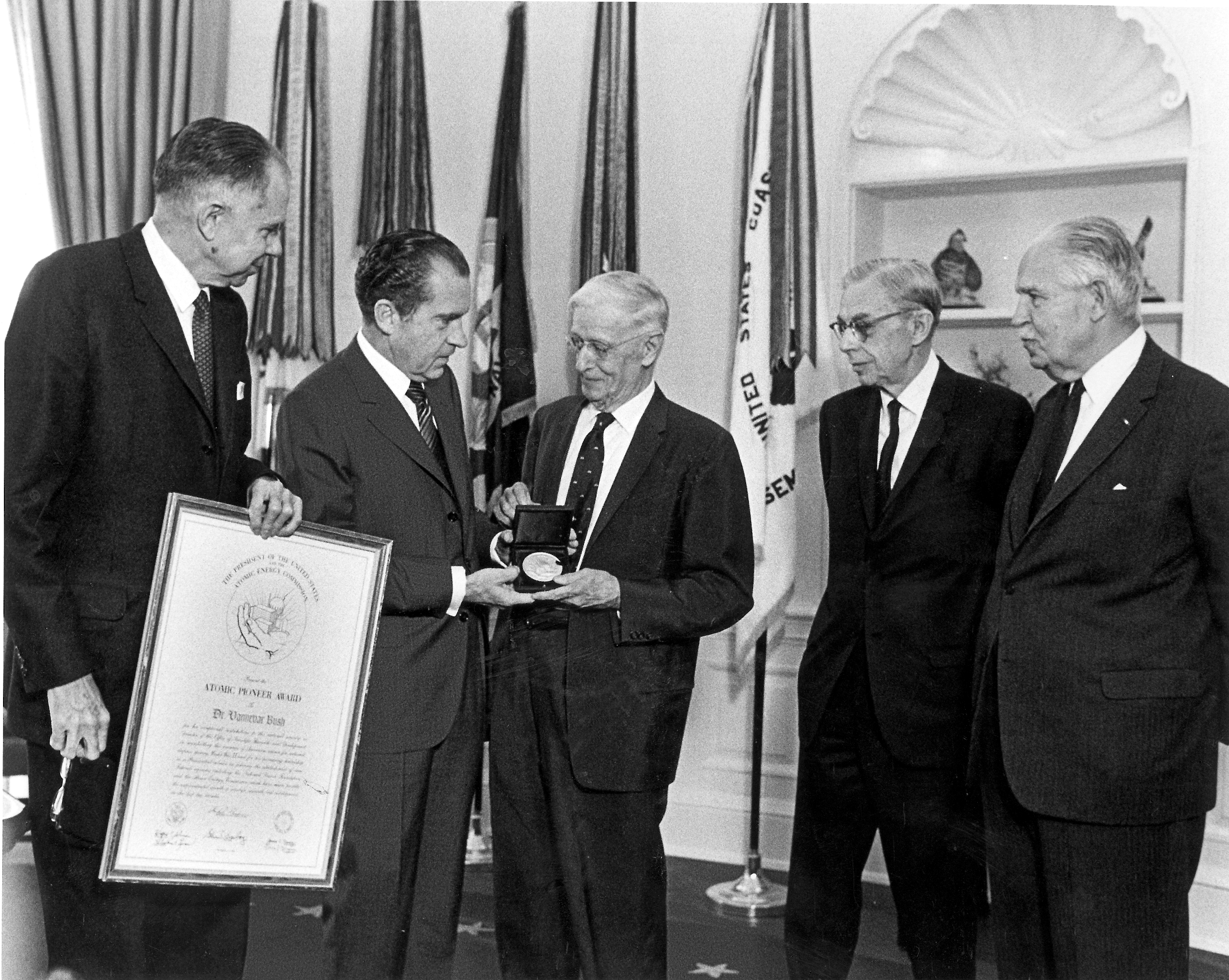
1970年2月27日的頒獎典禮，左起分別是格倫·西奧多·西博格博士、理查德·尼克松總統以及三名獎項得主：萬尼瓦爾·布殊、詹姆斯·布萊恩特·科南特、格羅夫斯

1970年2月27日，總統理查德·尼克松向格羅夫斯、萬尼瓦爾·布殊、詹姆斯·布莱恩特·科南特三人頒發原子能先驅獎（Atomic Pioneers Award），以表揚他們在二戰期間對核武器發展和研究的貢獻。同年7月13日，格羅夫斯因主动脉瓣慢性鈣化而心臟病發作。他被緊急送往特區的沃爾特·里德陸軍醫療中心，但在當晚離世，享年73歲。格羅夫斯的葬禮在維珍尼亞州邁爾堡的教堂舉行，之後他被安葬於阿灵顿国家公墓，與1916年死於肺炎的兄弟艾倫為鄰。在他離世後，報紙的訃告和社論恰當地總結了格羅夫斯在戰爭中的作用，稱他是在正確時間擔任正確工作的正確人選，甚至形容「今天有成千上萬的美國人還活著，是因為格羅夫斯將軍的團隊贏得了炸彈競賽。」其中《芝加哥每日新聞》的訃聞更寫道：
格羅夫斯將軍對他所做的事充滿熱情。他相信戰爭是要贏的，而武器則是用來贏得戰爭。他的軍人思想不容任何道德懷疑。他認為，如果美國不能首先獲得原子彈，它可能會成為敵人手中的決定性武器（他是對的）。面對這一挑戰，他把團隊逼到了人類耐力的極限。而在這個過程中，他贏得並維持了他們的尊重。

## 影響
在哥倫比亞河沿岸靠近華盛頓州里奇蘭漢福德區的位置，政府設立了萊斯利格羅夫斯公園，以紀念雖然沒有在當地工作、但在確保漢福德的設施建成和生產鈈來製造原子彈方面發揮重要作用的格羅夫斯。
2007年，低男中音埃里克·歐文斯在芝加哥歌劇院上演的作品《原子博士》中扮演格羅夫斯。這部歌劇講述了奧本海默、格羅夫斯、愛德華·泰勒以及其他人在「三位一體」核試前的故事。在1989年電影《直接武力》中，保羅·紐曼飾演格羅夫斯。而在2023年由克里斯托弗·诺兰執導的《奧本海默》中，格羅夫斯一角由马特·达蒙詮釋。

## 軍階
| 階級章         | 軍銜   | 部隊             | 日期           |
| -------------- | ------ | ---------------- | -------------- |
| 無階級章       | 軍校生 | 西点军校         | 1916年6月15日  |
| 當時無胸針徽章 | 少尉   | 正規軍           | 1918年11月1日  |
|                | 中尉   | 正規軍           | 1919年5月1日   |
|                | 上尉   | 正規軍           | 1934年10月20日 |
|                | 少校   | 正規軍           | 1940年7月1日   |
|                | 上校   | 美國的陸軍       | 1940年11月14日 |
|                | 准將   | 美國的陸軍       | 1942年9月6日   |
|                | 中校   | 正規軍           | 1942年12月11日 |
|                | 少將   | 美國的陸軍       | 1944年3月9日   |
|                | 准將   | 正規軍           | 1945年12月6日  |
|                | 少將   | 正規軍           | 1948年2月29日  |
|                | 中將   | 正規軍，榮譽退役 | 1948年1月24日  |

## 備註與腳注
備註
1. ↑  按照美國消費者物價指數（英语：United States Consumer Price Index）來計算，1940年的500萬美元相當於2022年約1億美元[18]。
2. ↑  按照美國消費者物價指數來計算，1941年的1,676,293,000美元相當於2022年的35,041,109,136美元[18]。
3. ↑  按照美國消費者物價指數來計算，1941年的1,347,991,000美元相當於2022年的28,178,307,578美元[18]。
4. ↑  按照美國消費者物價指數來計算，1941年的3500萬美元相當於2022年約6.9億美元[18]。
5. ↑  按照美國消費者物價指數來計算，1943年的6300萬美元相當於2022年約12.5億美元[18]。
6. ↑  根據第80屆國會第394-A號私法，生效日期追溯至1945年7月16日。

腳注
1. ↑  Ancell & Miller 1996，第124-125頁.
2. 1 2  Norris 2002，第25-28頁.
3. ↑  . Voices of the Manhattan Project.   [2023-05-12]. （原始内容存档于2023-05-12） （英语）.
4. ↑  Norris 2002，第34-37頁.
5. ↑  Norris 2002，第43-47頁.
6. ↑  Norris 2002，第51-54頁.
7. ↑  Norris 2002，第61-69頁.
8. ↑  Rhodes 1986，第426頁.
9. 1 2 3 4 5  Cullum 1930，第1337-1338頁.
10. 1 2  Norris 2002，第87-90頁.
11. ↑  Ermenc 1989，第208-209頁.
12. 1 2  Norris 2002，第96-98頁.
13. 1 2  Norris 2002，第100-105頁.
14. ↑  Cullum 1930，第382頁.
15. ↑  Cullum 1930，第371頁.
16. 1 2 3 4  Fine & Remington 1972，第241-243頁.
17. ↑  Fine & Remington 1972，第158-159頁.
18. 1 2 3 4 5  1634–1699: McCusker, J. J.  (PDF). American Antiquarian Society. 1997. 1700–1799: McCusker, J. J.  (PDF). American Antiquarian Society. 1992. 1800–present: Federal Reserve Bank of Minneapolis. .   [2024-02-29].
19. ↑  Fine & Remington 1972，第430-431頁.
20. ↑  Fine & Remington 1972，第431-439頁.
21. ↑  Fine & Remington 1972，第511-512頁.
22. ↑  Fine & Remington 1972，第608-609頁.
23. ↑  Fine & Remington 1972，第513頁.
24. ↑  Nichols 1987，第108頁.
25. 1 2  Fine & Remington 1972，第659-661頁.
26. ↑  Groves 1962，第3-4頁.
27. ↑  Groves 1962，第4-5頁.
28. ↑  Groves 1962，第27-28頁.
29. ↑  Nichols 1987，第132頁.
30. ↑  Jones 1985，第57-61頁.
31. ↑  Jones 1985，第80-82頁.
32. ↑  Fine & Remington 1972，第663頁.
33. ↑  Groves 1962，第25-26頁.
34. ↑  Fine & Remington 1972，第663-664頁.
35. 1 2 3  Bird & Sherwin 2005，第185-187頁.
36. ↑  Fine & Remington 1972，第664-665頁.
37. ↑  Nichols 1987，第72-73頁.
38. ↑  Jones 1985，第260-263頁.
39. ↑  Groves 1962，第61-63頁.
40. ↑  Norris 2002，第242頁.
41. ↑  Groves 1962，第189-194頁.
42. ↑  Jones 1985，第254-259, 265-266頁.
43. 1 2 3  Cullum 1950，第371頁.
44. 1 2  Herman 2012，第313-315, 332頁.
45. 1 2  Groves 1962，第253-259頁.
46. ↑  Jones 1985，第90, 299-306頁.
47. ↑  Groves 1962，第268-276頁.
48. ↑  Groves 1962，第308頁.
49. 1 2  Groves 1962，第288頁.
50. ↑  Jones 1985，第465頁.
51. ↑  Hoddeson et al. 1993，第174-175頁.
52. ↑  Groves 1962，第289頁.
53. ↑  Groves 1962，第291-293頁.
54. ↑  Groves 1962，第293-294頁.
55. ↑  Hoddeson et al. 1993，第372-374頁.
56. ↑  Jones 1985，第514-517頁.
57. ↑  Groves 1962，第296-301頁.
58. ↑  Krebs, Albin. . The New York Times. 1970-07-15  [2023-05-14]. （原始内容存档于2023-03-30） （英语）.
59. 1 2  Groves 1962，第352頁.
60. ↑   (PDF). George Washington University. 1945-08-13  [2023-05-14]. （原始内容存档 (PDF)于2005-08-10） （英语）.
61. ↑  Groves 1962，第352-353頁.
62. ↑  Norris 2002，第442-443頁.
63. ↑  Norris 2002，第443頁.
64. 1 2  Norris 2002，第490-491頁.
65. ↑  Jones 1985，第596-601頁.
66. ↑  Norris 2002，第502-504頁.
67. ↑  Norris 2002，第505, 517-519頁.
68. ↑  Norris 2002，第517-519頁.
69. ↑  Norris 2002，第533頁.
70. ↑  Norris 2002，第536頁.
71. ↑  . Standard-Speaker. 1970-07-15  [2023-05-14]. （原始内容存档于2023-05-14） （英语）.
72. ↑  . Eugene Register-Guard. 1970-07-14: 1A （英语）.
73. ↑  . Spokane Daily Chronicle. 1970-07-14: 1 （英语）.
74. ↑  Norris 2002，第69, 537-539頁.
75. 1 2  Norris 2002，第538頁.
76. ↑  Feng, Patrick. . National Museum of the United States Army.   [2023-05-14]. （原始内容存档于2022-11-26） （英语）.
77. ↑  . United States Department of Energy.   [2023-05-14]. （原始内容存档于2022-05-22） （英语）.
78. ↑  Gowen, Bill. . The Daily Herald. 2007-12-16  [2023-05-14]. （原始内容存档于2023-05-14） （英语）.
79. ↑  . PopMatters. 2004-05-03  [2023-05-14]. （原始内容存档于2023-05-12） （英语）.
80. ↑  Kroll, Justin. . Deadline. 2021-11-02  [2023-05-14]. （原始内容存档于2023-04-05） （英语）.
81. 1 2 3 4 5 6 7 8  U.S. Adjutant General's Office 1948，第713頁.
82. 1 2 3 4  U.S. Adjutant General's Office 1950，第726頁.

## 文獻
- Ancell, R. Manning; Miller, Christine. . Westport, CT: Greenwood Press. 1996. ISBN 0-313-29546-8 （英语）.
- Bird, Kai; Sherwin, Martin J. . New York, NY: Alfred A. Knopf. 2005. ISBN 0-375-41202-6 （英语）.
- Cullum, George W. . Chicago, IL: R. R. Donnelly and Sons, The Lakeside Press. 1930  [2023-05-14]. （原始内容存档于2019-08-12） （英语）.
- Cullum, George W. . Chicago, IL: R. R. Donnelly and Sons, The Lakeside Press. 1940  [2023-05-14]. （原始内容存档于2019-08-12） （英语）.
- Cullum, George W. . Chicago, IL: R. R. Donnelly and Sons, The Lakeside Press. 1950  [2023-05-14]. （原始内容存档于2019-05-02） （英语）.
- Ermenc, Joseph J. (编). . Westport, CT: Meckler. 1989. ISBN 0-88736-267-2 （英语）.
- Fine, Lenore; Remington, Jesse A. . Washington, D.C.: United States Army Center of Military History. 1972. OCLC 834187 （英语）.
- Groves, Leslie. . New York, NY: Harper. 1962. ISBN 0-306-70738-1 （英语）.
- Herman, Arthur. . New York, NY: Random House. 2012. ISBN 978-1-4000-6964-4 （英语）.
- Hoddeson, Lillian; Henriksen, Paul W.; Meade, Roger A.; Westfall, Catherine L. . New York, NY: Cambridge University Press. 1993. ISBN 978-0-521-44132-2 （英语）.
- Jones, Vincent. . Washington, D.C.: United States Army Center of Military History. 1985. OCLC 10913875 （英语）.
- Lawren, William. . New York, NY: Dodd, Mead. 1988. ISBN 0-396-08761-2 （英语）.
- Nichols, Kenneth D. . New York, NY: William Morrow and Company. 1987. ISBN 0-688-06910-X （英语）.
- Norris, Robert S. . South Royalton, VT: Steerforth Press. 2002. ISBN 1-58642-039-9 （英语）.
- Rhodes, Richard L. . New York, NY: Simon and Schuster. 1986. ISBN 0-671-44133-7 （英语）.
- U.S. Adjutant General's Office. . Washington, D.C.: U.S. Government Publishing Office. 1948 （英语）.
- U.S. Adjutant General's Office. . Washington, D.C.: U.S. Government Publishing Office. 1950 （英语）.

## 外部連結
- . Voices of the Manhattan Project.   [2015-09-14]. （原始内容存档于2021-02-19）. 11 hours of interviews with Groves on the Manhattan Project.
- . WGBH American Experience. 1945-07-18  [2015-09-14]. （原始内容存档于2015-09-11）. Memorandum for the Secretary of War, Groves describes the first Trinity (nuclear test) in New Mexico.
- Papers of Leslie Groves at the National Archives and Records Administration （页面存档备份，存于）
- 在Find a Grave上的莱斯利·理查德·格罗夫斯